# 越後押上翡翠海岸站
越後押上翡翠海岸站（日语：／ Echigo-Oshiage Hisuikaigan eki */?）是位於日本新潟縣糸魚川市、隸屬於越後心動鐵道（朱鷺鐵）鐵路車站，本站是朱鷺鐵成立後首個增設的車站，同時其車站名稱中的漢字和平假名字數也是同線道中最長的，由於月台採用通勤設計，長度只能容納2輛編成的列車停泊，也因而成為了公司內月台長度最短的車站。
朱鷺鐵為紀念公司成立六週年，為本站設計了1名虛構站員「三葉葵」。

## 車站結構
採用簡易車站模式設計，往泊方向的月台設有簡易式候車室；至於往直江津方面的月台則只設有候車月台。各月台均設有無障礙斜道及階級入口。

### 候車室（往泊方向）
以混凝土、磚及系魚川市出產的木所建成的單層簡易式候車室，外貌以押上地區當地漁民的「漁小屋」概念為題。由於月台與路面間有一條露天的的下水道，所以整個站房及玄關皆建於下水道上的架空部份。
玄關部份為採用半開放設計，設有上蓋，但前端向馬路方向則以直向木條作半遮蔽的舖排，並在木條頂端架置車站名牌。候車室前後均裝有趟門，室內以木板裝飾為主，左側設有1張設有6個個別座位的長櫈，右側設有多個玻璃窗以加強採光。
在無障礙斜道一邊、近縣道221號的方向建有1座獨立式洗手間，分別設有男、女專用及傷殘人士專用的洗手間。而在北陸新幹線橋段下的部份則開闢了單車停泊處及私家車停泊位。

### 月台配置
設有2個側式月台，受制於路線旁部份用地已經被興建作民房，最終車站採用了千鳥式設計方式興建，往直江津的月台改建於未有建屋的土地及原為小型農地的用地上。兩個月台長度為45米，有效長度為2輛，其中1輛長度設有上蓋。與本線道內部份其他車站一樣，不設有月台編號，車站內的發車時間表只以「上行」、「下行」來標記。
往泊方向的月台由於建有候車室，月台上倒卻沒有設置任何的車站設施，而往直江津方向的月台，則在候車亭下設有5張可摺疊收藏的候車座椅。
月台列車到站及發車旋律採用了貝多芬《致愛麗絲》的開首作成。
| 月台       | 路線          | 方向 | 目的地         |
| ---------- | ------------- | ---- | -------------- |
| 站房側     | ■日本海翡翠線 | 上行 | 糸魚川、泊方向 |
| 沒有站房側 | ■日本海翡翠線 | 下行 | 直江津方向     |

## 歷史
- 2020年8月9日：決定站名[6]。
- 2021年3月13日：車站正式開業[7]。

## 利用人數
開業後の1日平均乗車人員は以下の通りである。
| 年度 | 1日平均 乗車人員 | 出典   |
| ---- | ---------------- | ------ |
| 2020 | 52               | [ 9 ]  |
| 2021 | 71               | [ 10 ] |
| 2022 | 91               | [ 11 ] |
| 2023 | 115              | [ 12 ] |

## 相鄰車站
越後心動鐵道
■日本海翡翠線
糸魚川－越後押上翡翠海岸－梶屋敷

## 外部連結
- 越後心動鐵道 越後押上翡翠海岸站